# Georgia-Pacific Tower
Georgia-Pacific Tower je mrakodrap v centru Atlanty. Má 52 pater a výšku 212,5 metrů, je tak 6. nejvyšší ve městě. Byl dokončen v roce 1982 a za designem budovy stojí firma Skidmore, Owings and Merrill. Fasáda je obložena žulovými deskami a uvnitř budovy se nachází kancelářské prostory. Největším nájemníkem je firma Georgia-Pacific, která zde má hlavní sídlo.